# 贋金

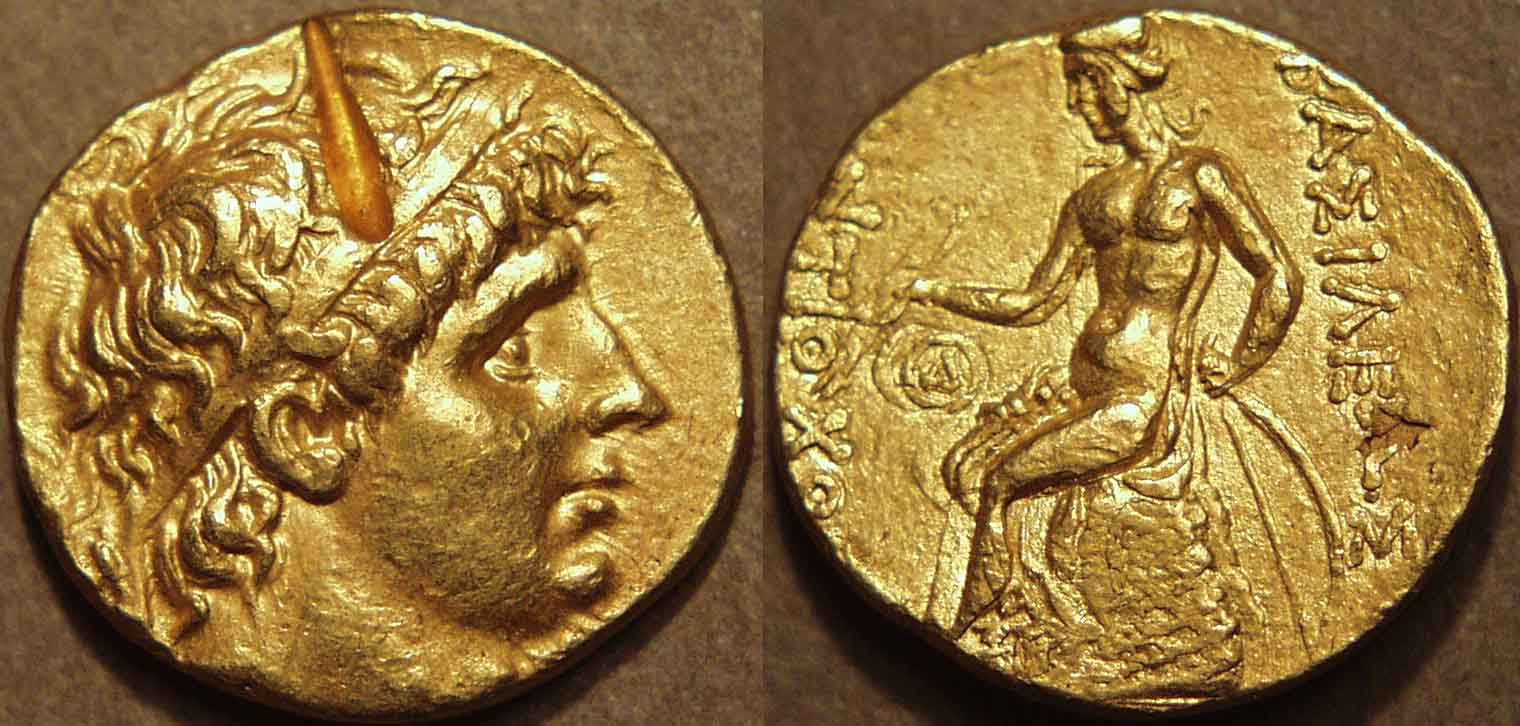
アイ・ハヌムから発掘されたアンティオコス1世の金貨。左側の写真から本物かどうか確認するためにつけられた傷が確認できる。

元朝の紙幣『至元通行宝鈔』と原版。下部中央に「偽造者は死刑、偽造者に関する報告をしたものには報酬と偽造者の家産を与える」とある。この文言は、金・元・明・清代の中国の紙幣でも同様にみられる。

贋金（にせがね / がんきん、英: counterfeit money）は、偽造された貨幣のことである。偽金とも書く。
一般に、使用を目的として通貨を複製・偽造し、肉眼・機械その他の方法での判別を困難にしたものをいう。そういうものを作ることを通貨偽造や偽金（贋金）づくりと言う。また紙幣を偽造した場合、偽造された紙幣は偽札と呼ばれる。

## 歴史
贋金の歴史は通貨の発生とともに起きたと言われている。つまり通貨が出来るとすぐに贋金づくりが行われるようになり、ふたつは同じくらいに歴史が長いとされているのである。
贋金は通常はその国の民衆などが利潤を目的として行うものである。だが、自国貨幣が国際通貨としての価値を有する大国の周辺部の権力者が相手国の商圏に深く関与すべく国際通貨を偽造した例もある。
例えば、コンスタンティヌス1世が鋳造を始めた東ローマ帝国のビザント金貨は、ヨーロッパ全域で通用したのみならずフランク王国などのゲルマン諸国家では、国家による偽造すら行われた。続いて、イスラム帝国が台頭すると、そのディーナール金貨及びディルハム銀貨が今度は偽造の対象となり、あまつさえ、キリスト教徒である筈のヨーロッパの君主たちが、これらの金銀貨に刻まれたコーランなどのイスラム教の章句までもそのままの形で偽造する有様であった。そうでなければ通貨として信用されなかったのである。なお、この事実を地中海がイスラム世界に組み込まれてヨーロッパの商業が衰退したとみるか、それとも逆にイスラム世界とヨーロッパが地中海を介して1つの巨大な国際通商圏を形成したとみるかで歴史学者の間でも意見が分かれている。近世には、マリア・テレジア女大公統治下のハプスブルク家（オーストリア）が発行したマリア・テレジア・ターラーが、中近東やアフリカなどで信用され、本国の発行停止後もイギリスやイタリアが現地向けに20世紀中期まで鋳造したとされている。

### 日本
日本では古くは私鋳銭と呼ばれ、大宝律令にはこれを処罰する規定が定められているが、和同開珎発行後に最高刑が死罪まで引き上げられた。私鋳銭とは、日本の朝廷が発行した貨幣以外の貨幣を指すものとされ、平安時代末期には宋銭などの渡来銭が私鋳銭にあたるかどうかについて、貴族や明法家などの間で議論された。実際に渡来銭を私鋳銭と同じとみなして宋銭禁止令、撰銭令が発令されたこともある。
だが、皇朝十二銭以後、日本政府が貨幣を発行することはなくなり、一方で貨幣経済の発達により社会からは一定の貨幣供給量が求められることとなり、不足する貨幣を渡来銭で補う以外に選択肢はなかった。渡来銭を流通させてもなお貨幣供給量は不足し、私鋳銭の鋳造は日本全国でごく一般的に行われた。江戸幕府による三貨体制の確立にいたって、銭貨の私鋳はすべて贋金として禁止された。
幕末には、幕府が金の含有量が低い万延二分判を乱造し、インフレを起こしていた。貨幣を作れば得をするのが幕府だけであり、諸藩は割を食っていた。そこに目をつけたのが薩摩藩で、嘉永6(1853年)ごろから贋金を作り恩恵を得るようになった。贋金作りで代表的な藩は薩摩藩だが、会津藩、名古屋藩、伊那県、松代藩などの多くの藩でも贋金は作られていた。ちなみに明治2年（1869）に大聖寺藩で贋金作りの処罰としてパトロン事件が、1870年（明治3年）には福岡藩が見せしめとして太政官札贋造事件を起こされた。
日中戦争時には、登戸研究所にて製造した偽札によって経済を混乱させる試みがあった。

### ドイツ
ナチスドイツは、ブリストル、バーミンガム、リーズ、リバプール、マンチェスターなどで偽紙幣を作り、イギリス経済を混乱させるベルンハルト作戦を実行した。

### イギリス
ウェスト・ヨークシャーは、治安が悪く金細工師のアーサー・マンジーは、1669年に偽造の罪でヨークの絞首台で絞首刑に処された。同地域からは、ローマ時代の偽造コインを作るための多数のリングウェル門の偽造コイン鋳型なども発見されている。
13世紀の金細工師ジョン・ブラッドモアなどが偽造で捕まっている。

## 著名な偽造師
カール・ウィルヘルム・ベッカー（1772～1830）
フランス革命以降フランスの支配下にあったシュパイヤーで、ワイン卸商の息子として生まれたが商才がなく、30代半ばにバイエルン王国の首都だったミュンヘンの造幣局に勤め、そこで金型彫刻の技術を学んだことから、古代のギリシャやローマの金貨や銀貨を偽造し、販売業者を通じてコレクターに売り捌くようになる。偽造した硬貨を鉄の削り屑を詰めた金属箱に入れて馬車の車軸に取り付けて走りまわせるなど、手の込んだ古銭らしさを出す工夫も行っていたが、利益は販売業者に殆ど奪われ、視力が衰えた1826年頃には金型製作を止めて、死後はベッカーの未亡人が残された金型で鉛製の贋金を製造するなどしたが、現在は金型の全てがベルリンの旧博物館に収蔵されている。
ウィリアム・ブロックレイ（1822～1920）
米国出身。本姓はスペンサーで養父母の姓を名乗る。独学でイエール大学に進学して法学と電気化学を学び、コネチカット州ニューヘイブンの銀行にて、鉛のシートを使って印刷機から5ドル札のポジを作って1000枚を刷り、フィラデルフィアに移住して結婚をすると同時に株式仲買人を自称する。1860年に、英国生まれの彫刻師ウィリアム・スミスと知り合い、スミスがニューヨークで紙幣の彫版工をしていたことで、完成度の高い偽札を作るようになる。同時期に土地売買と農地経営に強い関心を持っていたジェームズ・B・ドイルをパートナーとし、資金洗浄用の口座を複数持つようになる。ブロックレイは15年間に亘って偽札づくり行い、成功を収める。1880年、翌年に償還期限を迎える1000ドル債権の原版をスミスに彫らせるが、同時期にブロックレイは妻と不仲になっており、離婚問題を相談した妻の弁護士の知人にシークレットサービスの捜査官がいたことで、ブロックレイは監視下に置かれる。その後パートナーのドイルが、スミスの自宅から偽造債権を持ち出すのを目撃され、シカゴで拘束される。ブロックレイも検挙されたが司法取引に応じて、偽造用の原版と特殊用紙、印刷済みの偽造債権を引き渡すことで訴追を免れた。1883年、偽造の鉄道債を所持していた罪で逮捕され、懲役5年を言い渡されるも3年で出所、偽造稼業を再開するも密告で再逮捕され、10年間の懲役に服する。
サミュエル・アラン・テイラー（1838～1913）
スコットランド出身。幼少期に渡米してボストンを牛耳るギャングとなる。1863年に切手の偽造を手掛け、米国内で流通していた各州の御当地切手まで偽造し、自身の肖像画を描き入れることもあったという。1893年に一度収監されるが、偽造稼業は1905年まで続けていた。
フランソワ・フルニエ（1846～1917）
スイス出身のフランス人。普仏戦争に出征後、復員したスイスのジュネーブで偽造切手の製造に手を染めるが、当時は合法で、偽造した切手が国際展覧会で金メダルを取ることもあったという。1904年には同業者のルイ＝アンリ・メルシェの在庫を全て引き取って偽造を続けた。死後、遺品は彼の妻によってスイス郵趣連合に売却され、連合の手によって目録が作られた。偽造品の全てに偽造を証明する印章が押されて選別されたが、目録から外れた余剰の偽造品は全て焼却された。
ジャン・ド・スペラティ（1884～1957）
イタリアのピストイア出身。「切手偽造の帝王」と呼ばれ、偽造した切手を専門家に鑑定させ、証明書を発行させてオークションにかける手法で利益を得ていた。第二次世界大戦中、フランスに侵攻したドイツ軍に捕まったが、偽物と自白して私財没収を逃れている。生涯に亘って、「自身は模造品を作っているだけ」と公言して憚らず、偽造師呼ばわりされたことで損害を被ったとして、裁判を起こして勝訴している。70歳を超えた頃、視力低下を理由に引退を宣言し、英国郵趣協会に在庫の偽造切手と原版を2万ポンド（当時の貨幣価値で1億円前後）で買い取らせたが、死後、手慰みと称して切手の偽造を続けていたことが、臨終間際の告白で明らかとなった。
ラウル・ド・トゥアン（1890～1975）
ベルギー出身。メキシコで切手の偽造を行い、それを米国に流通させて利益を得た。古い切手の消印やオーバープリントを偽造する手口は、メキシコでは違法でなく、米国郵趣協会に察知されても20年近く流通を続け、米国の郵便当局が、ド・トゥアン個人が米国本土に郵便物を送付できなくなる命令を下すと、すぐさま代替ルートを構築する狡猾さを持っていた。1967年、協会はド・トゥアンから偽造切手の原版1636枚を格安で買い取り、シークレットサービスに引き渡したが、ド・トゥアンは原版を幾つか手元に秘匿して偽造を続け、エクアドルのグアヤキルで亡くなった後は、切手商のファン・カノウラ・シニアが原版の一部を入手し、2004年にネットオークションで発覚するまで、切手の偽造を行った。
チャールズ・ブラック（1928～？）
英国出身。機械製作の技師として修行を積み、当初は水槽の暖房システムを開発する等、まともな仕事についていたが、間もなく中古車販売業に関わるようになり、盗難車を販売した罪で収監されたことで偽造罪で服役中の囚人たちと邂逅し、1969年に釈放されると、囚人たちから得た情報とアマチュア写真家の腕を活かして、紙幣の偽造に手を染めるようになった。初めは自国のポンド札のみだったが、やがて米ドル札の偽造も始めるようになる。1971年、偽造仲間の1人が逮捕されたことが切っ掛けて自宅を捜索されるが、作業場を庭小屋に設けていたために発覚しなかった。しかし1972年2月、偽造物を使って物品を購入した罪で懲役5年の実刑を受ける。収監中に自宅が再捜索されたことで証拠物件が押収され、共犯者たちも取り調べに協力的であったため、服役を理由に尋問を拒否したブラックには、中々仮釈放が下りなかったが、1973年に出所、1975年に印刷機材展で知り合った旧知のブライアン・ケーティンを新たな相棒にすると、技術を向上させた米ドル札の偽造を始める。1977年、レバノンのベイルートに200万ドル相当の偽札を送る案件を実行中に、偽札を運送していた車の運転手がトルコで捕まり、所持していたパスポートにブラックの電話番号が走り書きされていたため、3度目の自宅捜索を受けて、8万5000ドル相当の偽札とケーティンが使用していた印刷機のフレーム番号が記載されたメモが押収され、ケーティンの自宅に隠された3600万ドル相当の偽札も同時に没収された。1979年に行われた裁判の結果、ケーティンは3年、ブラックには21年の懲役刑が下ったが、1982年にブラックは保護観察付で仮釈放され、その後はタイ人の女性と再婚して、タイ人女性を英国男性に紹介する結婚仲介サービスの事業を展開した。